# Unreal (flumpool의 음반)
《Unreal》은 flumpool의 첫 번째 미니 앨범이다.

## 설명
2008년 11월 19일 발매하였다. 작사 작곡은 모모타 루이가 1,2번 트랙, 멤버 야마무라 료타가 2,3번 트랙, 토키타사토시가 3번 트랙, flumpool이 4-8번 트랙을 맡았다. 편곡은 모모타 루이는 1-3번, flumpool이 4-8번 트랙, 토키타사토시가 4번 트랙, 후루카와 타카히로가 5번 트랙을 맡았다.
flumpool의 첫 앨범이며, 메이저 데뷔 이후 첫 CD 음반이다. 인디 시절 발표한 《labo》, 메이저 데뷔 한정 발매한 싱글 《花になれ》, 이번 음반의 한정 싱글 《Over the rain 〜ひかりの橋〜》, 미발표 신곡과 Instrumental 을 포함한 총 10곡을 수록하였다. 타이틀은 직역하면 비현실이라는 뜻이지만, 역으로 ‘있을 수 없는 정도로 훌륭한’이라는 의미를 갖기도 한다. 앨범 발매 후 이 음반으로 오리콘 위클리 차트로 첫등장 2위를 기록하였다. 또, 신인 아티스트 부문에서는 그 해 연간 1위를 기록. 같은해 데뷔한 신인 가수·밴드의 앨범 가운데는 유일하게 첫주판매량 10만장 이상을 기록하여, 밴드 데뷔 앨범 가운데에서는 Aqua Timez의 《空いっぱいに奏でる祈り》이후 2년 9개월만의 톱 3를 기록했다.
패키지는 특수 슬리브 케이스 사양이 되고 있다. 쟈켓 사진은 멤버가 올 누드로 슬리브 케이스상에서는 엉덩이만 보이는 사양이다. 누드 사진은 북클릿이나 판촉용 포스터 등에도 사용되고 있다. 이것은 멤버와 소속사 간 협의를 거듭해서 결정한 것으로, 메이저 “데뷔했던 바로 직후의 태어난 상태”, “외형에서는 모르는 스스로의 감정이나 구상을 표현하고 싶다”라고 공식 사이트에 멤버들이 말하기도 하였다.
첫회한정반 특전으로서 48 페이지 올 칼라 사양으로 사진집 《Over the rain 〜ひかりの橋〜》가 부록으로 수록되었다. 또, 타워 레코드 및 TSUTAYA에서 한정 예약자 에게만, 구입 특전으로서 《labo》의 PV를 수록한 CD+DVD로 발매되기도 했다. au Records 인터넷 구매자에게는 선착순으로 《LISMO》, 《PAINT IT MUSIC!》의 오리지널 캠페인 스티커가 첨부되었고, au Records 오리지널 CD 케이스가 추첨 선물 되기도 했다.
또, 메이저 데뷔일을 기준으로 10월 1일부터 10월 27일까지 기간 한정 예약 접수를 받아서, 전국의 au숍에서 1만장 한정으로 오리지널 패키지를 판매했다. au숍 매장에서 CD 예약판매는 KDDI가 서비스 제공을 개시한 이래 첫 시도 이기도 했다. 
일부 점포에서는 au숍 한정 판매 패키지거 음반 발매 1주일전인 11월 12일부터 시작되어 이것에 관해서 공식 사이트에서 ‘사무적인 서툰 기획’이라는 제목으로 사과하였다. 또, 북클릿의 가사에서 《春風》의 가사의 오타가 지적되어서, 이 점 역시 발매 당일에 공식 사이트에서 사죄가 있었다.
캠페인으로 타워 레코드 및 TSUTAYA의 각 점포에서는 구입자를 대상으로, 입하일·발매일에 flumpool 멤버의 사인이 들어있게 랜덤으로 봉입해서 매장에서 사인이 들어있는 구매자를 찾는 추첨회를 개최하기도 했다. 또, 10월 21일에는 TV 아사히의 음악 프로그램 뮤직 스테이션에 데뷔 이후 2번째로 출연을 해, 《Over the rain 〜ひかりの橋〜》를 불렀다. 

## 수록곡
1. 花になれ / 꽃이 되어라
2. 春風 / 춘풍
3. Over the rain 〜ひかりの橋〜 / 빛의 다리
4. 388859
5. Hello
6. labo
7. LOST
8. 未来 / 미래
9. 花になれ instrumental
10. Over the rain 〜ひかりの橋〜 instrumental

## 같이 보기
- 블러디 먼데이 : 〈Over the rain 〜ひかりの橋〜〉가 주제곡으로 타이업 된 드라마